# Cratere Mojave
Mojave  è un cratere sulla superficie di Marte.